# Talles Rodrigues
Talles Rodrigues é um jornalista e quadrinista brasileiro, nascido no bairro José Walter, em Fortaleza.

## Biografia
Sua primeira publicação foi o romance gráfico jornalístico Pânico no José Walter: o Maníaco que Seviciava Mulheres. Desenvolvido a partir de seu Trabalho de Conclusão de Curso da graduação em Jornalismo, a HQ investiga um caso verídico que ocorreu em Fortaleza: Entre 1985 e 1987, Francisco Evandro Oliveira da Silva invadia casas no bairro José Walter e cortava as nádegas de mulheres com um estilete, o que fez com que ganhasse o apelido de "Cortabundas". O livro foi publicado inicialmente de forma independente e depois teve uma segunda edição pela editora Draco com o nome de Cortabundas: o Maníaco do José Walter.
Em 2014, Rodrigues se juntou ao roteirista Pablo Casado para publicarem de forma independente o primeiro volume da série Mayara & Annabelle. A HQ conta a história de duas funcionárias públicas da fictícia Secretaria de Atividades Fora do Comum (SECAFC). Mayara é uma ninja de São Paulo que foi transferida para a SECAFC do Ceará após ter investigado algo que não devia. No novo Estado, conhece Annabelle, assessora técnica em magia que não fica feliz em receber uma nova "colega de trabalho".
A série se tornou um fenômeno do mercado de quadrinhos independentes brasileiros, com cinco volumes lançados através de financiamento coletivo, além de ter sido publicado nos Estados Unidos pela editora Behemoth Comics, ganho um jogo para celular e ter tido uma edição definitiva lançada em 2021 pela Conrad Editora. Em 2020, foi publicada uma edição especial intitulada Mayara & Annabelle: Hora Extra, que contou com artistas convidados e uma seção de cartas para que os leitores pudessem tirar dúvidas sobre a história.
Em 2019, Rodrigues lançou o romance gráfico Anamnese, com roteiro de Márcio Moreira. O livro foi o primeiro volume da coleção Estalos, iniciativa editorial voltada à produção de quadrinhos independentes organizada pela gibiteria Reboot Comics Store, de Fortaleza. Em 2021, o artista também foi responsável pela direção de arte e ilustrações do quarto episódio da websérie A Importância do Quadrinho Nacional, realizada pela Social Comics. Com o título "Muito Além do Arco-Íris", o episódio abordou a representatividade LGBTQI+ no universo dos quadrinhos.

## Prêmios e indicações
Em 2016, Talles Rodrigues ganhou o Prêmio Al Rio de revelação. Em 2021, recebeu o Troféu HQ Mix de melhor publicação independente edição única por Mayara & Annabelle: Hora Extra. Ele também já fora indicado ao HQ Mix anteriormente por outros volumes da série.